# Озеро Скомирське
Озеро Скомирське — гідрологічний заказник місцевого значення. Об'єкт розташований на території Камінь-Каширського району Волинської області, на північ від с. Радошинка.
Площа — 27,2 га, статус отриманий у 1991 році.
Статус надано з метою охорони та збереження у природному стані карстового озера, оточеного вільховим лісом у басейні р. Стохід (інші назви назва Скомор'є, Скомір'я) та його прибережно-захисної смуги. Площа озера - 18 га, довжина - 0,6 км, ширина - 0,4 км, середня глибина - 1,6 м, максимальна – 3 м. Береги низькі, зарослі чагарниками та заболочені. Відбувається поступова евтрофікація водойми, потужність сапропелевих відкладів складає 3 м.
Збереженню заказника загрожує видобуток торфу на родовищі «Стобихівське». 